# Manhunt international 1998
Ne doit pas être confondu avec Mister Monde 1998.
Manhunt international 1998 fut la cinquième édition du concours mondial de beauté masculine Manhunt international. Le concours eu lieu le 3 mai 1998 sur la Gold Coast d’Australie. Parmi les 36 candidats de cette année (38 l’année précédente), ce fut Peter Eriksen de la Suède qui succéda au Néo-Zélandais Jason Erceg.

## Résultats

### Classement
| Place                      | Candidat |
| -------------------------- | --- |
| Manhunt international 1998 | - Suède – Peter Eriksen |
| 1er dauphin                | - Allemagne – Tamme Boh Tjarks |
| 2e dauphin                 | - États-Unis – Robert Korceki |
| 3e dauphin                 | - Singapour – Philip Lee |
| 4e dauphin                 | - Lettonie – Rets Renemaris |
| Demi-finalistes            | - Australie – Reuben Buchanan - Bahamas – Shyan Chipman - Costa Rica – Mario Carballo - Mexique – Jorge Roderiguez - Turquie – Fuat Cingiler |

### Récompenses spéciales
| Titre                                             | Candidat                  |
| ------------------------------------------------- | ------------------------- |
| M. Personnalité (Mr Personality)                  | Singapour – Philip Lee    |
| Meilleur physique (Best Physique)                 | Lettonie – Rets Renemaris |
| Meilleur costume national (Best National Costume) | Suède – Peter Eriksen     |

## Participants
- Afrique du Sud - Joseph Urli
- Allemagne - Tamme Boh Tjarks
- Australie - Reuben Buchanan
- Autriche - Enrich Wandl
- Bahamas - Shyan Chipman
- Belgique - Tanguy Neiringkx
- Biélorussie - Vasiliy Bololov
- Bolivie - Rodrigo Bell
- Bulgarie - Sebastian Loluv
- Chypre - Andy Nicola
- Colombie - Wolfran Leal Rodriguez
- Costa Rica - Mario Carballo
- États-Unis - Robert Korceki
- France - Pierre François Lutton
- Géorgie - Roland Saradidze
- Gibraltar - Aaron Caballero
- Grèce - Pavlos Kavapouris
- Hong Kong - Mark Li
- Inde - Balbir Meena
- Indonésie - Dean Arthur Lim
- Italie - Fabio Goldoni
- Lettonie - Rets Renemaris
- Malaisie - Ben Hoo Choon Kian
- Mexique - Jorge Roderiguez
- Nouvelle-Zélande - Daniel Mclean
- Panama - Angel Demelos
- Pays-Bas - Damy Donks
- Pérou - Martin Parra
- Philippines - Michael Sol Cruz
- Russie - Yakov Makhiboroda
- Singapour - Philip Lee
- Suède - Peter Eriksen
- Suisse - Piedro Della Valle
- Thaïlande - Somchai Pipaphonuk
- Turquie - Fuat Cingiler
- Venezuela - Jossman Penalver